# جیمی موراکامی
جیمی تی. موراکامی (انگلیسی: Teruaki "Jimmy" Murakami؛ ۵ ژوئن ۱۹۳۳ – ۱۶ فوریهٔ ۲۰۱۴) یک کارگردان، فیلم‌نامه‌نویس، و تهیه‌کننده اهل ایالات متحده آمریکا بود.